# Maria Lamas
Maria da Conceição Vassalo Silva da Cunha Lamas (Torres Novas, 6 de octubre de 1893 - Lisboa,  6 de diciembre de 1983), conocida simplemente como María Lamas, fue una escritora, traductora, periodista y conocida activista política feminista portuguesa.

## Biografía
Fue la primera hija de Maria da Encarnação Vassalo y de Manuel Caetano da Silva. Asistió en su niñez a la Escuela Real de Torres Novas, complementándolo luego en el Colegio Religioso «Jesús, María y José», en Torres Novas. Se casó por primera vez en 1910, con el teniente Teófilo José Pignolet Ribeiro da Fonseca, durando este matrimonio hasta 1919, y teniendo dos hijas: María Emilia (1911) y María Manuela (1913). Vivió en Luanda (Angola) entre 1911 y 1913, acompañando a su marido en la misión militar, habiendo nacido allí su hija mayor. En 1916 trabajó como voluntaria de la Cruz Roja organizando veladas para recaudar fondos para las familias de los soldados combatientes en la Primera Guerra Mundial.
Ya viviendo en Lisboa, comenzó a trabajar para ayudar a su familia que se aquejaba de problemas económicos, en la fábrica textil Simões. Se relacionó con el escritor Ferreira de Castroquien, quien la contrató para la Editora Civilização, y posteriormente para O Século. En 1920 comienza a trabajar como periodista en la Agencia Americana de Noticias. En 1921 se casó por segunda vez con su compañero de trabajo, el periodista Alfredo da Cunha Lamas del que tuvo una hija, María Cándida.
Como periodista trabajó en periódicos y revistas como A Joaninha,  A Voz, Correio da Manhã, el suplemento Modas & Bordados del diario O Século y en la revista Mulheres, de la cual fue directora. Son especialmente dignos de destacar sus obras del ámbito de la literatura infantil y de la etnología «As Mulheres do meu País».
En sus obras utilizó pseudónimos como María Fonseca, Serrana d’Ayre y Rosa Silvestre.

## Militancia y activismo político
Simpatizante del Partido Comunista Portugués (PCP), estuvo ligada a oposición Democrática durante el Estado Novo. Entre 1962 y 1969 vivió en París como exilada política, habitando en el Grand Hotel Saint-Michel, en el Barrio Latino, donde conoció a Marguerite Yourcenar, y donde desarrolló una intensa actividad política y de apoyo a portugueses refugiados en oposición al régimen fascista. El 25 de abril de 1974 se afiliaría recién al PCP.
Estuvo adherida en 1945 a las listas del Movimiento de Unidad Democrática Juvenil (MUD juvenil) e integró ese mismo año el Consejo Nacional de las Mujeres Portuguesas, en la cual asumió la Presidencia de la Dirección en 1947. En 1946 participó del Congreso fundador de la Federación Democrática Internacional de Mujeres (FDIM).
En junio de 1958 participó del Congreso Internacional de Mujeres en Copenhague. En 1975, año Internacional de la Mujer, participó del VII Congreso de la FDIM en Berlín, y en Portugal presidió la reunión de homenaje a Valentina Tereschkova.

## Obras
- Humildes (poesía, 1923)
- Diferencia de razas (Diferença de Raças) (romance, 1924)
- El camino luminoso (O Caminho Luminoso) (romance, 1928)
- María Cotovia (libro infantil, 1929)
- Las aventuras de cinco hermanitos (As Aventuras de Cinco Irmãozinhos) (libro infantil, 1931)
- La montaña maravillosa (A Montanha Maravilhosa) (libro infantil, 1933)
- La estrella del norte (A Estrela do Norte) (libro infantil, 1934)
- Aros de cereza (Brincos de Cereja) (libro infantil, 1935)
- Más allá del amor (Para Além do Amor) (romance, 1935)
- La isla verde (A Ilha Verde) (libro infantil, 1938)
- El valle de los encantos (O Vale dos Encantos) (libro infantil, 1942)
- El camino luminoso (O Caminho Luminoso) (1942)
- Las mujeres de mi país (As Mulheres do Meu País) (1948)
- La mujer del mundo (A Mulher no Mundo) (1952)
- El mundo de los dioses y de los héroes, mitología general (O Mundo dos Deuses e dos Heróis, Mitologia Geral) (1961)
- Archipiélago de Madera (Arquipélago da Madeira) (1956)

### Traducciones
- Memorias de Adriano (de Marguerite Yourcenar);
- Obras de Lyman Frank Baum, Frances Hodgson Burnett, Condesa de Ségur, Charles Dickens, entre otros.

### Premios y honores
- Dama oficial de la Orden de Santiago de la Espada;
- 1982: Distinción de la Orden de la Libertad;[3]
- 1975: Presidente honoraria del Movimiento Democrático de Mujeres (MDM);
- 1983: Medalla Eugénie Cotton, otorgada por la Federación Democrática Internacional de Mujeres.

### Eponimia
En Torres Novas fue dado a la Escuela Industrial de Torres Novas, en conmemoración de los 50 años de su existencia, el nombre de María Lamas.